# Pavel Felgenhauer
Le docteur Pavel E. Felgenhauer (en russe : Па́вел Евге́ньевич Фельгенга́уэр), né le 6 décembre 1951, est un biologiste et un spécialiste des questions de défense également journaliste russe, affilié à l'opposition.

## Biographie
Il est diplômé de l'Université d'État de Moscou en 1975. Il est ensuite chercheur à l'Académie des sciences de Russie, où il reçoit son doctorat en biologie en  1988. Il est l'auteur de nombreux articles sur la politique de défense de la Russie et sa politique étrangère ou encore sur le complexe militaro-industriel russe. De janvier 1991 à janvier 1993, il est chargé des questions de défense auprès du quotidien Nezavisimaya Gazeta. De février 1993 à septembre 1999, il est membre du comité de rédaction du journal Segodnya, où il est également chargé des questions de défense.
De 1994 jusqu'en 2005, il publie régulièrement un article dans le quotidien anglophone The Moscow Times. En juillet 2006, il rejoint l'équipe de Novaïa Gazeta où il s'occupe des problèmes de défense, traitant notamment la  Deuxième Guerre d'Ossétie du Sud, qu'il voit comme étant prévue par les russes. Il fournit également des analyses pour des journaux et des médias internationaux, dont la Jamestown Foundation, un think tank dont la mission autoproclamée est d'« informer et éduquer ».

## Sources
- (en) Cet article est partiellement ou en totalité issu de l’article de Wikipédia en anglais intitulé « Pavel Felgenhauer » (voir la liste des auteurs).

1. ↑  (ru) Article sur le site mjcc.ru
2. ↑  (en) Article de Pavel Felgenhauer sur le site de la Jamestown Foundation